# Grażyna Michalska
Grażyna Michalska, właściwie Grażyna Górska-Chojnacka (ur. 23 marca 1960 w Świnoujściu) – aktorka dziecięca. Występowała głównie w filmach Janusza Nasfetera.
Od dzieciństwa mieszka w podwarszawskim Piastowie. Jest kierowniczką sieci restauracji w jednym z warszawskich hoteli.

## Filmografia
- 1984 - Baryton
- 1981 - Dziecinne pytania (Sandra - Stefania)
- 1980 - Mniejsze niebo (dziewczyna w barze; niewymieniona w czołówce)
- 1977 - Żołnierze wolności (łączniczka Ewa)
- 1975 - Ziemia Obiecana (Zośka Malinowska, odc. 2)
- 1975 - Moja wojna, moja miłość (Elżbieta)
- 1974 - Ziemia Obiecana (Zośka Malinowska)
- 1973 - Nie będę cię kochać (Anka)
- 1972 - Motyle (Honorka)

## Nagrody filmowe
- 1975 – MOTYLE Belgrad (MFF „FEST”) nagroda Domu Kultury Karadzicz